# Малая Шурка
Малая Шурка (укр. Мала Шурка; до 2025 годах — Малая Щурка) — село в Новоушицком районе Хмельницкой области Украины.
Население по переписи 2001 года составляло 144 человека. Почтовый индекс — 32663. Телефонный код — 3847. Занимает площадь 0,698 км². Код КОАТУУ — 6823384503.

## Местный совет
32663, Хмельницкая обл., Новоушицкий р-н, с. Куражин, ул. Центральная, 71